# Občina Kozje
Občina Kozje je ena od občin v Republiki Sloveniji s približno 3.000 prebivalci (2020) s središčem v Kozjem. Nastala je z izločitvijo iz dotedanje Občine Šmarje pri Jelšah leta 1994 in šteje 23 naselij. Osrednji vdotok je Bistrica (Kozjansko).

## Naselja v občini
Bistrica, Buče, Dobležiče, Drensko Rebro, Gorjane, Gradišče, Gubno, Ješovec pri Kozjem, Klake, Kozje, Lesično, Ortnice, Osredek pri Podsredi, Pilštanj, Podsreda, Poklek pri Podsredi, Topolovo, Vetrnik, Vojsko, Vrenska Gorca, Zagorje, Zdole, Zeče pri Bučah

## Statistični pregled
Občina Kozje je bila ustanovljena ob teritorialnem preoblikovanju komun 3. oktobra 1994. Nastala je iz takratne komune Šmarje pri Jelšah, ki se je preoblikovala v naslednjih pet manjših samostojnih občin: Kozje, Podčetrtek, Rogaška Slatina, Rogatec in Šmarje pri Jelšah. Komuna Šmarje pri Jelšah je pred preoblikovanjem štela 188 naselij in 32.429 prebivalcev in je obsegala 400,1 km2 ozemlja. Od tega je občini Kozje pripadlo 23 (tj. 12 %) naselij, 3.701 (tj. 12 %) prebivalcev in 89,6 km2 (tj. 22 %) ozemlja. Na ozemlju današnje občine Kozje doslej in tudi v času, ko je bila sestavni del takratne komune Šmarje pri Jelšah, ni bilo teritorialnih sprememb.